# Zaman (Tageszeitung)

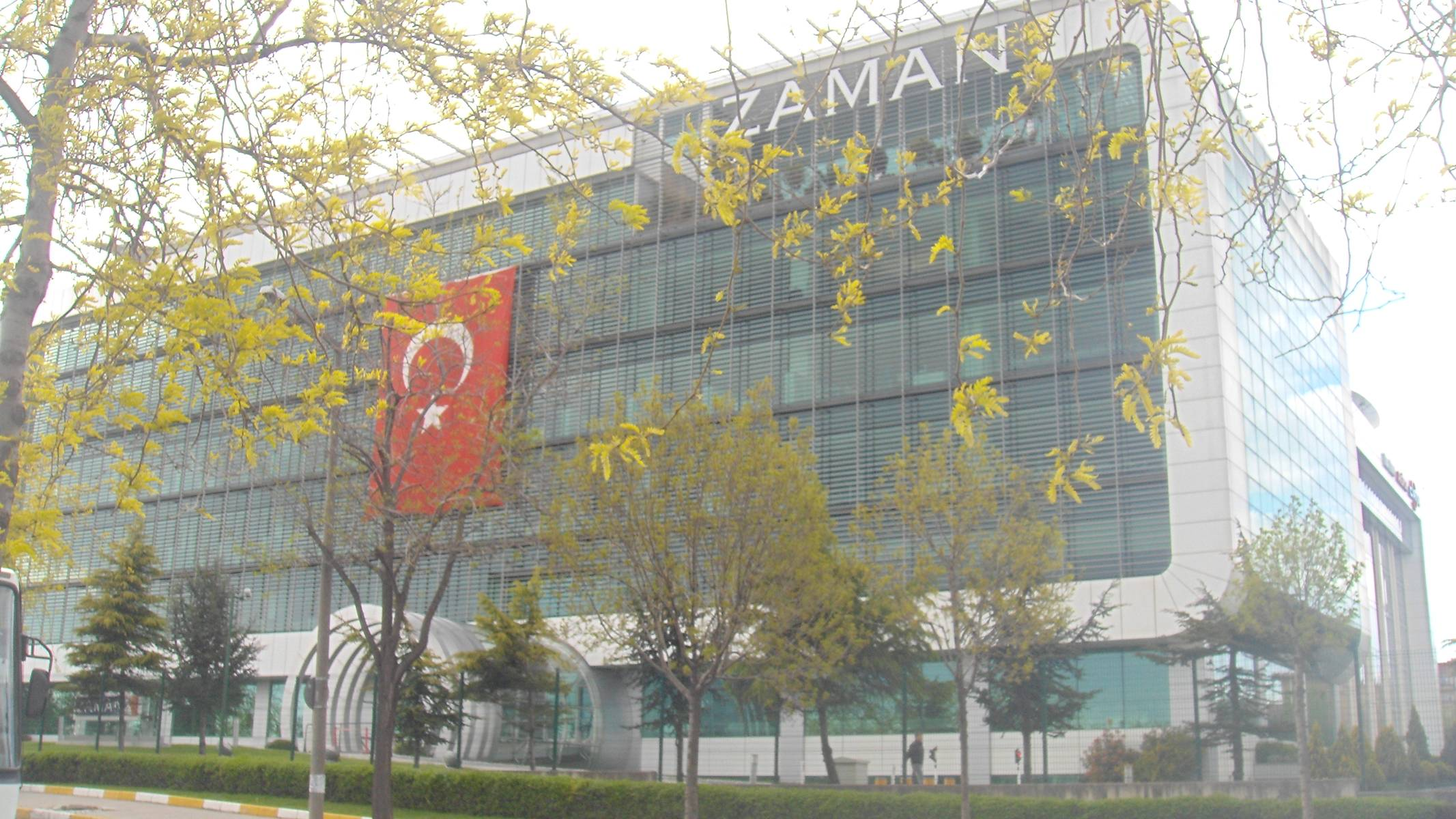
Ehemalige Zentrale der Zeitung

Zaman (deutsch Zeit) war eine 1986 gegründete Zeitung in der Türkei, die sich selbst als „werteorientiert-konservativ“ bezeichnete. Mit einer Auflage von bis zu einer Million Exemplaren und mehr war Zaman jahrelang die mit Abstand größte Zeitung des Landes; in ihren letzten Jahren wurde sie zugleich oft als „größte oppositionelle Zeitung der Türkei“ bezeichnet. (Näheres dazu siehe unter Auflage.) Sie wurde am 27. Juli 2016 per Regierungsdekret aufgelöst.

## Geschichte

### Überblick
1986 gründeten von Fethullah Gülen beeinflusste Geschäftsleute die Zeitung. Sie erschien im Verlag Feza Gazetecilik. Die Redaktionszentrale befand sich anfangs in Ankara, wurde aber bald nach Istanbul verlegt.
Gründungschefredakteur war der Journalist Fehmi Koru, der dieses Amt 1986/87 ausübte, aber bis 1998 Chefkommentator blieb und 2010/11 noch einmal als Autor kurzzeitig zu Zaman zurückkehrte. Als Chefredakteure folgten ihm Mehmet Şevket Eygi (1987–89), Hüseyin Gökçe (1989/90), Mustafa Başarı, Hüseyin Gülerce und Mahmut Çebi (1999–2001).
Im Jahr 2001 wurde Ekrem Dumanlı Chefredakteur, der 1993 in der Kulturredaktion von Zaman zu arbeiten begonnen hatte und in seinen 14 Jahren als Chefredakteur das Blatt entscheidend prägte. Im Oktober 2015 trat Dumanlı von diesem Posten zurück. „Wegen des unrechtmäßigen Drucks der jüngsten Zeit gegen die Presse und meine Person sehe ich mich außerstande, meine Aufgabe als Chefredakteur zu erfüllen“, schrieb er in seiner Rücktrittsbegründung. Letzter regulärer Chefredakteur war Abdülhamit Bilici, der zuvor denselben Posten bei der Nachrichtenagentur Cihan innehatte.

### Ausrichtung
Allgemein wurde die Zeitung der Gülen-Bewegung um Fethullah Gülen zugeordnet. Er selbst verfasste im Blatt eine Freitagskolumne, war aber laut Helen Rose Ebaugh darüber hinaus nie in finanzieller oder administrativer Hinsicht tätig. Die meisten unabhängigen Beobachter hingegen sehen eine sehr viel engere Verbindung und bezeichnen Zaman als „Sprachrohr“, „Flaggschiff“ oder „Zentralorgan“ der Gülen-Bewegung.
Auch zur Partei für Gerechtigkeit und Aufschwung (AKP) und Recep Tayyip Erdoğan bestand lange Zeit eine Nähe. Anfang 2012 hielt Erdoğan, damals noch Ministerpräsident, auf dem Festakt zum 25. Geburtstag der Zaman die Laudatio und bedankte sich bei deren Mitarbeitern dafür, „unsere Stimme in der Welt“ zu erheben.
Im Jahr 2011, als Journalisten wie Ahmet Şık und Soner Yalçın im so genannten Oda-TV-Verfahren vorgeworfen wurde, Teil einer Verschwörung gegen Erdoğans Regierung zu sein, schrieb der damalige Chefredakteur Ekrem Dumanlı: „Einige, die sich Journalisten nennen, benutzen diesen Beruf als Rüstung, hinter der sie psychologische Kriege führen.“ Und am 7. Juni 2013, zum Höhepunkt der Gezi-Proteste, war Zaman – neben Sabah, Yeni Şafak, Habertürk, Star, Türkiye und Güneş – eine von sieben Tageszeitungen, die mit der identischen Schlagzeile, einer Äußerung des damaligen Ministerpräsidenten Erdoğan zu den Protesten, erschien. Kritiker werteten dies als Zeichen einer direkten Einflussnahme der Regierung. Eine eindeutig oppositionelle Haltung zur Erdogan-Regierung nahm das Blatt erst nach dem Zerwürfnis zwischen Gülen und Erdoğan Ende 2013 ein. Im Zuge des Korruptionsskandals Ende 2013 veröffentlichte das Blatt mehrfach detaillierten Enthüllungen, die laut Einschätzung von Beobachtern „eigentlich nur aus den Dossiers der Staatsanwälte kommen“ konnten.
Doch auch wenn es sich bei einem bedeutenden Teil der Autoren und Redakteure – insbesondere der leitenden Redakteure – um Gülen-Anhänger handelte und viele weitere dem islamisch-konservativen Spektrum entstammten, versuchte das Blatt, auch andere Milieus anzusprechen. Dies spiegelte sich auch in der Autorenschaft wider, zu der neben islamisch-konservativen Autoren wie Fehmi Koru, Hüseyin Gülerce, Ali Bulaç oder Mümtaz'er Türköne auch liberale bzw. linksliberale Autorinnen und Autoren wie Elif Şafak, Şahin Alpay oder Etyen Mahçupyan gehörten.
So erläuterte Elif Şafak, die von 2005 bis 2009 eine regelmäßige Kolumne in der Sonntagsausgabe von Zaman schrieb, ihre Beweggründe wie folgt: „Jahrelang fragten mich Menschen, warum ich für 'Zaman' schreibe. Manchmal resultierte diese Frage aus aufrichtiger Neugier, manchmal aus einem spürbaren Vorurteil. Aber Zaman ist keine andere Türkei. Es gibt nur eine Türkei. Ich habe für Zaman geschrieben, weil sie Möglichkeiten schuf, um Brücken der Empathie zwischen scheinbar unterschiedlichen Menschen zu bilden.“

### Charakter, Mitgliedschaften und Auszeichnungen
Unabhängig von ihrer politischen Ausrichtung und ihrer Beziehung zur Gülen-Bewegung wurde Zaman oft als Qualitätszeitung charakterisiert.
Zaman und das englischsprachige Schwesterblatt Today’s Zaman waren die einzigen türkischen Mitgliedszeitungen des International Newspaper Color Quality Clubs.
Zaman wurde mit dem Medienpreis der Society for Newsdesign (SND) ausgezeichnet.

### Schwesterzeitungen
Eng mit Zaman verbunden waren die Nachrichtenagentur Cihan und das Nachrichtenmagazin Aksiyon. Seit Dezember 2006 erschien Today’s Zaman als englischsprachige Schwesterzeitung. Im März 2015 kam der boulevardeske Ableger Meydan hinzu. Diese Publikationen erschienen zumindest zeitweise im selben Verlag wie Zaman. Darüber hinaus gab es Überschneidungen zum Fernsehsender Samanyolu TV.

### Razzien und Zwangsverwaltung
Mitte Dezember 2014, etwa ein Jahr nach dem Zerwürfnis zwischen Gülen und Erdoğan, kam es zu einer Polizeirazzia in der Zaman-Redaktion. Zum ersten Mal in der türkischen Geschichte wurde dabei ein Journalist während einer Live-Übertragung festgenommen. Dabei handelte es sich um den damaligen Chefredakteur Ekrem Dumanlı. Die Festnahme wurde sowohl von der Europäischen Union, der OSZE als auch von Journalistenverbänden stark kritisiert. Dumanlı wurde nach einem Verhör unter Auflagen wieder entlassen. Die Polizeiaktion war kurz zuvor durch den Whistleblower-Account Fuat Avni bekannt gegeben worden.
Anfang März 2016 bestimmte ein Istanbuler Gericht drei Rechtsanwälte zu „Treuhändern“ von Zaman. Laut einem Bericht von Deniz Yücel in der Welt handelte es sich bei einem davon um Metin Ilhan, einem früheren Funktionär der Union Europäisch-Türkischer Demokraten (UETD). Am 4. März 2016 stürmte die türkische Polizei das Redaktionsgebäude, um den Zwangsverwaltern Zugang zu verschaffen, und setzte dabei auch Wasserwerfer und Tränengas ein. Die Zwangsverwaltung verfügt hatte ein „Friedensrichter“.
Am 5. März 2016 erschien eine letzte von der alten Redaktion herausgegebene Zaman. Die Titelseite war ganz in schwarz gehalten, darauf standen die Dachzeile „Zwangsverwaltung für Zaman“ und die Schlagzeile „Verfassung außer Kraft“. Darunter kleiner gedruckt war der Artikel 30 der türkischen Verfassung, welcher die Pressefreiheit garantiert.
Mit der Zwangsverwaltung wurde Kenan Kıran, zuvor Nachrichtenchef bei Yeni Akit, neuer Chefredakteur. Bereits mit der ersten nach der Übernahme durch die Zwangsverwalter veröffentlichten Ausgabe schwenkte die nun größtenteils von anderen Mitarbeitern hergestellte Zeitung plötzlich auf einen eindeutigen Pro-Erdoğan-Kurs. Ähnliches war zuvor schon bei den Zeitungen Bugün und Millet beobachtet worden.

### Nachfolgeblätter und endgültiges Aus
Nach der Übernahme von Zaman und Meydan durch staatliche Zwangsverwalter gründeten vormalige Angehörige dieser Redaktion neue Zeitungen namens Yarına Bakış („Blick auf Morgen“) und Yeni Hayat („Neues Leben“).
Bald nach dem Putschversuch vom Juli 2016 wurden im Zuge der anschließenden Maßnahmen 47 ehemalige Mitarbeiter der Zeitung zur Fahndung ausgeschrieben. Mit dem Notstandsdekret vom 27. Juli 2016 wurden alle Gülen-nahe Medien verboten und aufgelöst, darunter auch Zaman und Meydan sowie deren Nachfolger Yarına Bakış und Yeni Hayat.

### Nachwirkungen
Spätestens seit dem Putschversuch gilt die Gülen-Bewegung in der Türkei als Terrororganisation (FETÖ). So folgten auf den ersten Fahndungsbefehl gegen frühere Zaman-Mitarbeiter weitere Festnahmen und Anklagen. Zahlreiche ehemalige Mitarbeiter der Zeitung waren zumindest zeitweise in Untersuchungshaft; einige wurden inzwischen wegen Terrordelikten (Mitgliedschaft, Unterstützung oder Propaganda) zu Haftstrafen verurteilt. So erhielten die früheren Autoren Şahin Alpay, Ali Bulac, Mümtaz'er Türköne und Mustafa Ünal zwischen über acht und über zehn Jahren Haft. In weiteren Verfahren wurden frühere Reporter und Redakteure der Zeitung zu Haftstrafen von bis zu siebeneinhalb Jahren verurteilt. In einem anderen Prozess wurden der frühere Marketingchef Yakup Şimşek und der ehemalige Zaman-Graphiker Fevzi Yazıcı gemeinsam mit Ahmet Altan, Mehmet Altan, Nazlı Ilıcak und einem weiteren Angeklagten gar wegen versuchtem Sturz der verfassungsmäßigen Ordnung zu lebenslänglichen Haftstrafen verurteilt. Lebenslang unter erschwerten Bedingungen – seit der Abschaffung der Todesstrafe das höchste Strafmaß, das das türkische Recht kennt – erhielten der langjährige Zaman-Herausgeber Alaeddin Kaya und Hidayet Karaca, vormals Zaman-Redakteur und danach Chefredakteur des Fernsehsenders Samanyolu TV.
Vor allem ehemals leitende Mitarbeiter haben sich durch eine Flucht ins Ausland einer Verhaftung entzogen. So werden die Prozesse gegen die Ex-Chefredakteure Ekrem Dumanlı und Abdülhamit Bilici, den ehemaligen Geschäftsführer Recep Uzunallı und den einstigen Today’s Zaman-Chefredakteur Bülent Keneş in Abwesenheit der Angeklagten geführt. Auch die ehemaligen Zaman-Redakteure Erhan Başyurt (später Chefredakteur der Bugün) und Eyüp Can Sağlık (später Chefredakteur der Radikal) gelten als flüchtig.
Andere frühere Zaman-Redakteure machten später Karriere in AKP-nahen Medien und positionierten sich nach dem Zerwürfnis zwischen Gülen und Erdoğan auf Seiten der Regierung. Dazu gehören u. a.: Mustafa Karaalioğlu (2007–14 Chefredakteur von Star), Hakan Albayrak (u. a. Gründungschefredakteur der Tageszeitung Diriliş Postası), Yusuf Ziya Cömert (verantwortlicher Redakteur bei Yeni Şafak 1995–2012) und Ergün Diler (seit 2009 Chefredakteur der Takvim).

## Auflage
In der 17. Kalenderwoche (KW) 2011 (25. April – 1. Mai) verkaufte Zaman erstmals im Wochendurchschnitt mehr als eine Million Exemplare pro Tag. Im Jahr 2014 erreichte sie in der 12. KW (Mitte März) mit 1.316.210 verkauften Exemplaren im Wochendurchschnitt ihre Bestmarke. In der 8. KW 2016, der letzten vor der Zwangsverwaltung, betrug die verkaufte Auflage immer noch 648.233 Exemplare – fast doppelt so viel wie die damals zweitplatzierte Zeitung Hürriyet, die auf 354.958 Exemplare kam.
Allerdings waren diese hohen offiziellen Verkaufszahlen stets umstritten. Als Zaman erstmals die Millionenmarke überschritt, machte Aydın Engin darauf aufmerksam, dass die Zeitung 986.717 Exemplare im Abonnement verkaufe und lediglich 22.434 im Einzelverkauf. Allerdings zog Engin nicht die Zahl in Zweifel – schließlich erfolge der Vertrieb von Zaman über eine Tochterfirma der Mediengruppe Doğan. Sein Fazit: Der Verkauf von Zaman zeige den hohen Organisationsgrad der Gülen-Bewegung; überall im Land gebe es Menschen, die mehrere Dutzend oder mehr Ausgaben kaufen und kostenlos verteilen würden. Ähnlich interpretierte Emin Çölaşan diese hohe Auflagenzahl; das Gros seien Sammelabonnements von zahlungskräftigen Gülen-Anhängern.
In der 10. KW 2016, der ersten nach der Übernahme der Zaman, stürzte die verkaufte Auflage auf täglich 3.668 Exemplare. Tahsin Kaplan, einer der Zwangsverwalter, sagte kurz nach Beginn seiner Tätigkeit im Interview mit der regierungsnahen Zeitung Sabah, dass die neue Leitung keine Abonnentenkartei habe finden können und die hohen Verkaufszahlen vermutlich erfunden seien. Vormalige Mitarbeiter von Zaman hielten dem im Nachfolgeblatt Yeni Hayat entgegen, dass der drastische Rückgang der Verkaufszahlen nur zeige, dass die „Treuhänder“ die Zeitung kaputtmachen würden.

## Auslandsausgaben
Die Zaman hatte eine eigenständige Ausgabe in Deutschland und anderen europäischen Ländern. Zudem erschienen landessprachliche Ausgaben in Aserbaidschan, Kasachstan, Bulgarien, Rumänien und den zentralasiatischen Ländern sowie in den Vereinigten Staaten.

### Europa-Ausgabe
Die Europa-Ausgabe (für Deutschland, die Niederlande, Belgien, Österreich, Frankreich und Spanien) wurde von der World Media Group AG herausgegeben. Die Zentrale der Zaman-Deutschland befand sich in Offenbach, im selben Gebäude wie der Samanyolu TV. Während die Druckerei dort blieb, wurde Anfang 2013 die Redaktionszentrale nach Berlin verlegt.
Für Zaman-Europa sollen zeitweise mehr als 120 Journalisten gearbeitet haben. Mit etwa 55.000 Abonnenten war Zaman Avrupa („Zaman Europa“) die größte der in Europa veröffentlichten türkischsprachigen Tageszeitungen. Die verkaufte Auflage in Deutschland lag im zweiten Quartal 2014 bei 22.583 Exemplaren. Jeden Donnerstag erschien ein längerer Beitrag von Fethullah Gülen, der von der türkischen Ausgabe übernommen wurde; die Zeitung lieferte neben religiösen Erbauungstexten ein journalistisches Vollprogramm. Bis Ende 2012 war Zaman in Deutschland nur im Abo zu beziehen. Danach wurde die Zeitung auch an vielen Bahnhöfen verkauft.

### Nach der Übernahme
Nach der gewaltsamen Übernahme der Hauptredaktion im März 2016 erklärte sich die deutsche Zaman-Redaktion für unabhängig. Die Zentrale in Istanbul stehe nun unter staatlicher Kontrolle, und man wolle weiter die 14.000 Print- und 19.000 Digitalabonnenten in Deutschland mit einer eigenen Ausgabe versorgen, hieß es aus der Zaman-Deutschland. Ohnedies erhalte die deutsche Redaktion aus Istanbul keine Texte und Bilder mehr. Auf der Titelseite informierte die Redaktion im März 2016 ihre Leser, dass Zaman Deutschland die Arbeit fortsetzen werde.
Doch noch vor Ablauf des Jahres wurde das Erscheinen eingestellt. Abonnenten, Leser und Mitarbeiter seien bedroht wurden, hieß es zur Begründung. Die Zeitung wolle aber weder, „dass Kollegen zu Schaden kommen noch unsere Abonnenten, die uns die Treue halten“, sagte Süleyman Bağ, vormals Chefredakteur und bis zuletzt Kolumnist der Europa-Ausgabe. Allerdings war nach dem Putschversuch auch die Auflage in Deutschland deutlich gesunken. Die letzte Ausgabe der Zaman erschien am 30. November 2016.